# Сухов, Фёдор Григорьевич
Фёдор Григорьевич Сухов (14 марта 1922 года, Красный Оселок, Лысковский район, Нижегородская область, РСФСР — 5 января 1992 года, Нижний Новгород, Россия) — русский поэт, писатель, член Союза писателей СССР, участник Великой Отечественной войны, лауреат премии им А.Фадеева за лучшее поэтическое произведение о Великой Отечественной войне к 25-летию Победы.

## Биография
Родился 14 марта 1922 года в селе Красный Оселок, Лысковского уезда Нижегородской губернии в старообрядческой семье, отец -  Григорий Петрович - кузнец, мать - Мария Ивановна, уроженка села Великовского, сельская труженица, старообрядцы. Сначала учился в Красноосельской начальной школе, а затем в неполной средней школе в селе Просек. Среднее образование получил на Лысковском рабфаке.
Когда началась Великая Отечественная война, был мобилизован в 1941 году и отправлен сначала в Казань, а оттуда в Ташкент, где обучался в военном пехотном училище, после окончания которого в 1942 году был отправлен на  Воронежский фронт командиром взвода в звании младшего лейтенанта.
В 1943 году был участником знаменитого сражения на Курской дуге, командуя противотанковым взводом. В феврале 1943 года в наступательном бою на деревню Ивница проявил мужество, возглавил роту, заменив погибшего командира, в смертельной схватке с фрицами освободил Ивницу. За это был удостоен первой награды — медали «За отвагу». Первое стихотворение опубликовал во фронтовой газете "Красная армия" 6 апреля, 1944г. Победу встретил в Германии (Восточной Пруссии) в звании старшего лейтенанта.
После демобилизации в 1946 году работал  в родном колхозе в селе Красный Осёлок. Через некоторое время переехал в город Горький, где заведовал передвижной библиотекой, печатал свои стихи в газете "Горьковская коммуна". В Москву приехал в 1949 году , там поступил в Литературный институт имени М. Горького, который окончил с отличием в 1954 году. В 1954 году получил приглашение на работу в Сталинград, куда переехал вместе с семьёй (женой Клавдией Ермолаевной, сыном Алексеем и дочерью Еленой) и стал работать в газете «Сталинградская правда» литературным сотрудником. В 1957 году Фёдор Сухов был принят в члены Союза писателей СССР, после этого оставляет работу и полностью посвящает себя литературному труду. Начиная с 1960-х годов регулярно отправлялся в пеший поход по своим боевым местам, чтобы собрать материал для своих записок о Великой Отечественной войне, результатом которых стала книга «Хождение по своим ранам», впоследствии переработанная в «Ивницу», лирическая хроника описывает и ивницскую трагедию - сожжение оккупантами местных жителей. Работа над «Ивницей» была закончена в 1983 году. До самого ухода из жизни вёл обширную переписку со школьниками-следопытами местной школы и ее директором, часто приезжал, способствовал открытию обелиска погибшим воинам. Последний раз Ф.Сухов посетил Ивницу в 1991 году на праздник Победы. Полностью лирическая хроника опубликована только после смерти писателя в 2020 году. При жизни были опубликованы отрывки в журналах "Огонёк" (1986), "Волга" (1986), "Аврора"(1990).
В 1971 году Горьковское телевидение сняло документальный фильм о Ф.Сухове - "Село моё - Красный Осёлок". В 1973 году переехал в Горький. В 1977 году купил в деревне Очаиха дом (рядом с родным селом Красный Осёлок), в котором работал в летний период до 1989 года. В 1988 году вышел из рядов членов КПСС. В 1989 году режиссером Антоном Васильевым был снят документальный фильм о Ф.Сухове - "Поднимаю глаза свои к небу". В 1990 документальный фильм "Поэт и война" рассказал о взглядах Ф.Сухова на войну. В июне 1991 года присутствовал на открытии памятника протопопу Аввакуму в селе Григорове, с блеском прочитал отрывок из драматической поэмы " Красная палата" , посвященной протопопу Аввакуму, запись сохранилась. 
В последние годы жизни работал над прозой «Буреполом» (о детстве), много путешествовал: Средняя Азия (1989), Турция, Греция, Сирия (1990), Крым (1991). В конце семидесятых годов воцерковился, в конце 1991 года обвенчался с Клавдией Ермолаевной Сусловой. С Клавдией Ермолаевной поэт познакомился в 1950 году, когда учился в Литинституте и жил на бывшей даче драматурга Тренёва, превращенной в студенческое общежитие, в Переделкине, а она работала медицинской сестрой в соседней Баковке в детском туберкулезном санатории, располагавшимся в бывшей усадьбе Самарина, в 1952 году она стала его женой, и в 1953 году у них родился первенец Алексей.
В 1990 году подписал «Письмо 74-х», был участником Внеочередного пленума Союза писателей СССР, на котором выступил с речью о защите русского языка. При расколе Союза писателей в августе 1991 года, всю ночь был в числе защитников, отстоявших здание СП СССР на Комсомольском проспекте,13.
Умер  5 января 1992 года, будучи инвалидом ВОВ 1 группы, в нижегородской квартире,  на руках жены, Клавдии Ермолаевны, и дочери Елены. Похоронен на старообрядческом кладбище села Красный Оселок, в могиле дедушки и бабушки — Суховых Петра Матвеевича и Анисьи Максимовны (по своему завещанию).

## Творчество
Первое стихотворение Фёдора Сухова было опубликовано 6 апреля 1944 года в газете «Красная Армия». В 1946 году стал публиковать свои стихотворные произведения на страницах горьковской печати. Первая книга стихов «Родные просторы» вышла в Горьком в 1954 году. Затем книги стали выходить с регулярностью раз в два года в издательствах Москвы, Волгограда, Нижнего Новгорода. Первая «московская» книжка стихов «Половодье» вышла в 1958 году .
Сочинения Фёдора Сухова публиковались в союзных литературных журналах, поэтических сборниках и антологиях. При жизни издал 25 стихотворных сборников в Горьком, Сталинграде-Волгограде, Москве.
После смерти поэта дочерью Еленой Суховой и племянником Григорием Суховым (Волгоград) были изданы ещё несколько книг: «Посох» ,2002 г. (Н.Новгород), «Солнцеворот», 2005 год (издательство "Кварц", Нижний Новгород) «Ивница», 2006г. (1 часть) и 2008г. (2 часть), (Волгоград), «Вербное Воскресение», 2012г. (Волгоград), "Буреполом", 2017 год (Нижний Новгород), "Ивница", журнал "Роман-газета", 2020 год (Москва), к 400-летнему юбилею протопопа Аввакума опубликована драматическая поэма "Красная палата", 2020 год, в книге "Невидимый град", (Москва), "Ивница" , 2020 год, обе части (Нижний Новгород), "Драмы Красная палата и Великий государь", 2021, (Н.Новгород), "Остро ноет железный осколок, что получен на Курской дуге", 2022, (Н.Новгород), "Я с вами, милые мои", 2023, (Н.Новгород).

## Память
В 2002 году Лысковской центральной библиотеке присвоено имя Фёдора Сухова. Установлена в 1997 году мемориальная доска на доме, в котором родился поэт (доска изготовлена сыном поэта — Владимиром Суховым). Им же изготовлено и небольшое надгробие, установленное на могиле поэта в 2002 году. В 2012 году дочерью Еленой на могиле Ф. Сухова, его дедушки и бабушки установлен памятный старообрядческий крест. Дочь поэта Елена Сухова работает над систематизацией архива поэта, работает с рукописями, готовит к публикации неизданные при жизни произведения поэта. Собрана большая библиотека книг, состоящая из подаренных авторами музею поэта в Красном Осёлке. Дочь поэта передала в музей поэта многочисленные экспонаты. Музей был открыт в 2012 году при библиотеке с. Красный Осёлок. 1 сентября 2022 года на доме по адресу Нижний Новгород, ул. Родионова, 17, где поэт жил с 1980 по 1992 год, где он отошёл ко Господу, установлена мемориальная доска.

## Семья
- Жена — Клавдия Ермолаевна Сухова (Суслова), медицинская сестра (1926—2004). С Клавдией Ермолаевной поэт познакомился в 1950 году, когда учился в Литинституте и жил на бывшей даче драматурга Тренёва, превращенной в студенческое общежитие, в Переделкине, а она работала медицинской сестрой в соседней Баковке в детском туберкулезном санатории, располагавшимся в бывшей усадьбе Самарина. Были обвенчаны священником Высоковской церкви в декабре 1991 года.
  - Дети: Дети: Алексей (1953—1983), Елена (1954), Владимир (1955-2001), Ярослав (1957-1999)